# Neostorena minor
Neostorena minor är en spindelart som beskrevs av Rudy Jocqué 1991. Neostorena minor ingår i släktet Neostorena och familjen Zodariidae. Inga underarter finns listade i Catalogue of Life.